# Johannes Möller (Gitarrist)

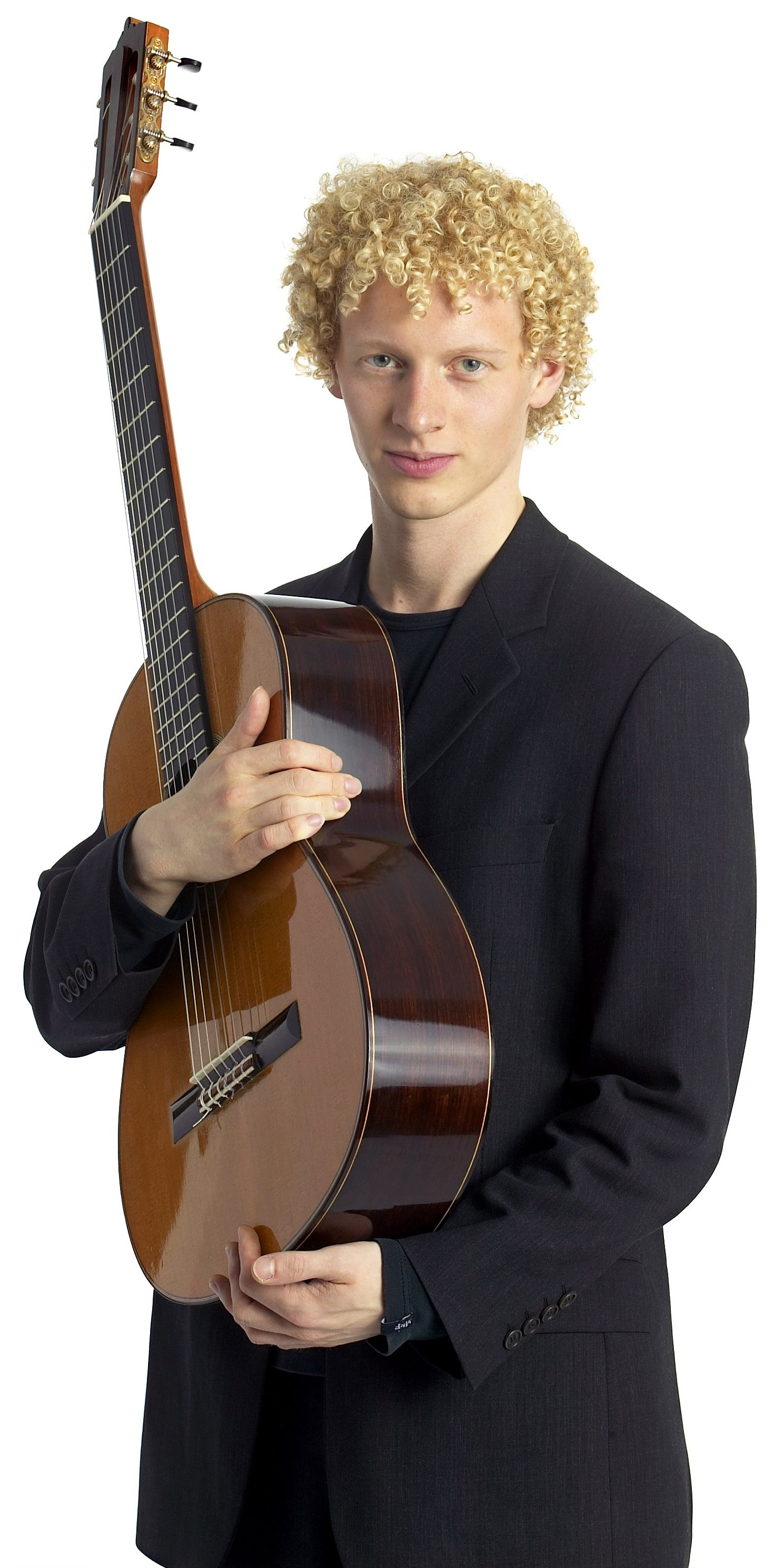
Johannes Möller

Johannes Möller (* 29. November 1981 in Stockholm) ist ein schwedischer klassischer Gitarrist und Komponist.

## Ausbildung
Möller studierte bei Gary Ryan und Carlos Bonell Gitarre am Royal College of Music in London, wo er den Bachelor of Music mit Auszeichnung absolvierte. Seinen Masterabschluss machte er am Königlichen Konservatorium in Den Haag, wo er ein Stipendium für exzellente Studierende erhielt, das ihm ein Privatstudium bei Pavel Steidl in Tschechien sowie Unterricht in Komposition bei Dušan Bogdanović in den USA ermöglichte. Seinen zweiten Masterabschluss machte er am Konservatorium in Amsterdam, wo er bei Lex Eisenhardt studierte. Außerdem studierte er dort Komposition bei Richard Ayers.

## Gitarrist
Mit 13 Jahren spielte er seine ersten öffentlichen Konzerte. Seitdem folgten mehr als 500 Auftritte in Europa, Asien, Süd- und Nordamerika. Im Jahre 2010 gewann er den ersten Preis bei der GFA Concert Artist Competition, der als der renommierteste Wettbewerb der Welt für Gitarre gilt. Als Teil des Preises wird er in den Jahren 2011 und 2012 über 50 Konzerte in Amerika und China spielen sowie eine CD auf dem Label Naxos veröffentlichen.
Als Künstler ist Möller auch über die Gitarrenkreise hinaus bekannt. So gewann er beispielsweise den niederländischen Vriendenkrans Concours im Concertgebouw in Amsterdam, bei dem Leistungsträger aller instrumentalen Gruppen konkurrieren. Als Teil dieses Preises wurde sein Name auf einer Metallplatte im Gang um den Kleine Zaal eingraviert. Außerdem war er im Jahre 2007 der erste Gitarrist, der den schwedischen Ljunggrenska Wettbewerb gewann und im Jahre 2005 der erste Gitarrist, der bei der The Bromsgrove Festival International Young Musicians Platform in England gewann.

## Komponist
Im Alter von zwölf Jahren begann Möller als autodidaktischer Komponist eine große Menge an hauptsächlich kammermusikalischen Werken für verschiedene Besetzungen zu schreiben. Eine Auswahl dieser Werke wurde mit einigen der besten Instrumentalisten in Schweden auf CD aufgenommen, als er erst 14 Jahre alt war. Die schwedische Zeitung Göteborgs-Posten schrieb als Reaktion darauf „was soll aus Johannes Möller werden? Ein schwedischer Mozart – in unserer Zeit?“.

## Auszeichnungen
Johannes Möller gewann als Gitarrist mehrere Preise bei internationalen Wettbewerben:
- 1. Preis beim 18. GFA International Concert Artist Competition, Austin, Texas, Juni 2010[7]
- European Guitar Award 2009
- Vriendenkrans award, Niederlande 2008
- 1. Preis beim Ljunggrenska competition, Schweden 2007
- 3. Preis beim Heinsberg International Guitar Competition und Jugend Jury special prize, Deutschland 2005
- 1. Preis bei Bromsgrove International Young Musicians Platform, England, 2005
- 3. Preis beim Iserlohn International Guitar Competition, Deutschland, 2004
- 3. Preis beim Sernancelle International Guitar Competition, Portugal, 2004
- 3. Preis beim Sinaia International Guitar Competition, Rumänien, 2002
- 1. Preis beim Gevelsberg International Guitar Competition, Deutschland, 2002
- 2. Preis bei Admira Young Guitarist of the Year, England, 2001